# Uffe Jensen
Uffe Jensen (født i 1960) er kommunalpolitiker og borgmester i Odder Kommune, valgt i perioden 2014-17 for Venstre.
|  | Artiklen om politikeren Uffe Jensen kan blive bedre, hvis der indsættes et (bedre) billede. Du kan hjælpe ved at afsøge Wikimedia Commons for et passende billede eller uploade et godt billede til Wikimedia Commons iht. de tilladte licenser og indsætte det i artiklen. |